# Garabak Data
Garabak Data is een bestuurslaag in het regentschap Solok van de provincie West-Sumatra, Indonesië. Garabak Data telt 1434 inwoners (volkstelling 2010).